# 佐竹義厚
佐竹 義厚（さたけ よしひろ）は、江戸時代後期の大名。出羽国久保田藩の第10代藩主。佐竹氏第28代当主。通称は次郎。官位は従四位下侍従、左近衛少将、右京大夫。

## 経歴
第9代藩主・佐竹義和の長男。母は北川氏（玲光院）。幼名は雄丸、徳寿丸。
文化12年（1815年）9月17日、父・義和の死去により家督を相続する。なお、父死亡時に小野岡義音（大和）は、義厚が幼少のために岩崎藩主家である佐竹壱岐守家から継嗣を迎えることを主張するが、疋田厚綱が断固として義厚を擁立したために藩主となった。
文政7年（1824年）12月16日、従四位下侍従、右京大夫に叙任する。天保7年（1836年）12月5日、幕府に対し、左少将任官の内願を提出する。もともと久保田藩佐竹家の当主は左少将に任官できた。しかし、義真・義明・義敦・義和と4代の当主は早世したために任官できずにいた。そのため、義厚は昇進を望んだのである。天保9年（1838年）、再び左少将任官の内願を提出する。同年12月、左少将に昇進する。この昇進のため、2,877両余りを出費した。弘化3年（1846年）9月8日に死去、享年35。墓所は秋田市の天徳寺。
名君と謳われた父の時代に藩財政は再建していたが、義厚が幼年で藩主になったこと、義和が早世したこと、さらに義厚の時代には凶作などの天災が相次いで発生したため、借金が44万両にも膨れ上がるという事態となっていた。このため、成長した義厚は藩財政再建のため、質素倹約や家臣団の不正取締り、男鹿半島東部の湖岸地帯の開拓、六郷村の開発などの藩政改革を行なったが、この頃から出没していた異国船の海防警備などもあって出費は増大し、財政は再建どころか悪化の一途をたどった。また、貧民を救済するため、「市場以外商工業禁止令」という法令を制定している。

## 系譜
子女は2男3女
- 父：佐竹義和（1775-1815）
- 母：玲光院（1792-1821） - 北川氏
- 正室：鋭（瑤台院）（1812-1840） - 前田利幹の娘
- 継室：素姫（月鏡院）（1819-1842） - 池田斉稷の長女
- 側室：見崎（松仙院、松操院）（1810-1868） - 阿部氏
  - 長女：孝（1835-1836） - 夭折
  - 次女：佳子（1837-1868） - 伊達宗徳継室
  - 三女：鑑（1837-1839） - 夭折
  - 次男：佐竹義睦（1839-1857）
- 側室：福島氏
  - 長男：武丸（1832-1832） - 夭折

## 義厚の治世中の主要家臣
文政10年（1827年）刊行の須原屋版の江戸武鑑に見られる義厚の主要な家臣は以下のとおり。なお、掲載内容は文政10年以前の可能性が高い。
なお、参考文献「編年江戸武鑑・文政武鑑5」では文政9年から文政12年まで掲載しているが、家臣情報は年により改訂していないこともあるので、前年と比較して面子が変わっている年を掲載。武鑑の掲載都合により実際の藩職名と相違する場合がある。また、実際の武鑑には【家老など】という項目はないが、久保田藩以外でも加判職には項目名をつけない。
【家老など】
- 佐竹河内、佐竹中務、佐竹左衛門、佐竹大炊助/石塚源一郎、疋田斎（厚綱）、小瀬又七郎、向右近

【用人】
- 小介川正左衛門、町田大之進、中安主典、長瀬平右衛門、平沢為八（定府）

【御城使】
- 関口半八、田中伊織、田代左記（定府）、安田五郎兵衛（定府）

## 偏諱を受けた人物
- 渋江厚光（藩家老）
- 多賀谷厚孝（久保田藩檜山所預、佐竹義許の実父）
- 疋田厚綱（家臣）